# Космос-868
Космос-868 је један од преко 2400 совјетских вјештачких сателита лансираних у оквиру програма Космос.
Космос-868 је лансиран са космодрома Тјуратам, Бајконур, СССР, 26. новембра 1976. Ракета-носач је поставила сателит у орбиту око планете Земље. 